# 吉岡伸悟
吉岡 伸悟（よしおか しんご、1968年4月22日 - ）は、元東日本放送（khb）のアナウンサー。

## 人物
静岡県浜松市出身。元中部日本放送（当時、現在のCBCテレビ）、NHKアナウンサー。民放アナを一度経験後NHKに移籍したアナウンサーも数少ないが、さらに再び民放に再移籍するアナウンサーは極めて珍しい。
移籍の理由としては、宮城・仙台に永住したかったとホームページに記している。

## 経歴
- 静岡県立浜松北高等学校を経て早稲田大学政治経済学部卒業。
- 1991年、中部日本放送（当時）にアナウンサーとして入社。同期アナウンサーには阿部恵、瓶子和美、加藤千佳がいる。その年、映画『ミスター・ベースボール』（1992年）に出演。
- 1996年、中部日本放送を退社。
- 1998年、NHK入局（中途採用）。仙台→東京アナウンス室で勤務。
- 2007年6月、NHKを退職。同年7月、東日本放送に入社（中途採用）。

## 担当・出演番組
太字は出演中

### 中部日本放送
- ミックスパイください
- 若いダイヤル
- シー坊の平日天国

### NHK
- てれまさむね
- BSジュニアのど自慢（BS2）
- 生活ほっとモーニング（総合テレビ、リポーター）

### 東日本放送
- 高校野球宮城大会・実況、リポーター（2007年）
- KHBスーパーベースボール
- スーパーJチャンネルみやぎ（全曜日担当→金曜日担当）
- 夕方LIVE!キニナル（2017年6月5日から）
- ベガルタ仙台中継・リポーター
- KHBニュース